# Mastax nepalensis
Mastax nepalensis é uma espécie de carabídeo da tribo Brachinini, com distribuição restrita ao Nepal.